# Hillion
Hillion is een gemeente in het Franse departement Côtes-d'Armor, in de regio Bretagne. De plaats maakt deel uit van het arrondissement Saint-Brieuc. Hillion telde op 1 januari 2022 4.304 inwoners.

## Geografie
De oppervlakte van Hillion bedroeg op 1 januari 2022 24,76 vierkante kilometer; de bevolkingsdichtheid was toen 173,8 inwoners per km².
De onderstaande kaart toont de ligging van Hillion met de belangrijkste infrastructuur en aangrenzende gemeenten.

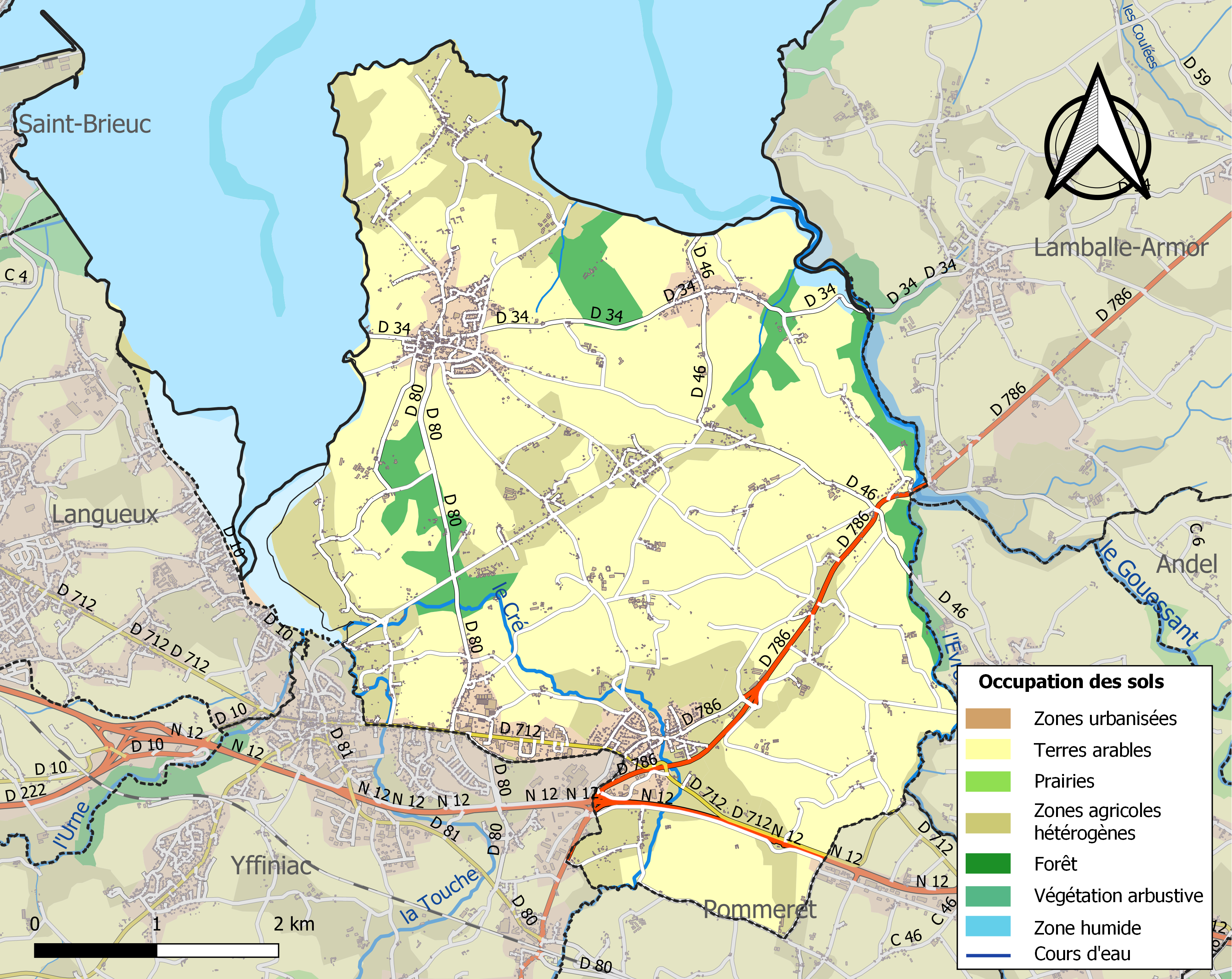

## Demografie
Onderstaande figuur toont het verloop van het inwonertal (bron: INSEE-tellingen).